# Praathna Sital
Praathna Sital, haar voornaam ook met één 'a' of zonder 'h' geschreven, is een Surinaams politicus en bestuurder. Ze was van 2011 tot 2013 de ondervoorzitter van het Nationaal Jeugdparlement. Ze is actief lid voor de Nationale Democratische Partij (NDP). Tot 2019 was ze commissaris voor de SLM.

## Biografie
Sital is een zus van Priya Sital, die van 2014 tot 2017 voorzitter was van het Nationaal Jeugdparlement (NJP). Zelf was ze ervoor ook lid van het NJP, van 2011 tot 2013, en daarnaast ondervoorzitter; Derryl Boetoe was in die tijd voorzitter.
Op jonge leeftijd gaf ze cursussen en huiswerkbegeleiding aan jongeren, en was ze lid van een hulporganisatie aan jongeren. Na het behalen van haar bachelorgraad vervolgde ze haar studie vanaf 2015 aan de FHR School of Business. Deze voltooide ze in 2018 met het diploma Master of Business Administration.
In haar laatste NJP-jaar werd ze lid van de Nationale Democratische Partij (NDP). Ze was in januari 2013 oprichtend voorzitter van de Jongerenraad van Wanica en leidde de raad tot circa augustus 2014. Daarna werd ze jongerencoördinator voor Wanica van de NDP.
In september 2015 werd ze bij resolutie voorgedragen als lid van de Staatsraad. Ze viel echter uit, toen bleek dat de zetel was voorbestemd voor een BEP-lid. De functie ging uiteindelijk naar Ronny Asabina.
Ze werkte tot 2015 op het ministerie voor Sport- en Jeugdzaken en vervolgens als beleidsadviseur voor het ministerie van Financiën. Tot 1 maart 2019 was ze daarnaast lid van de Raad van Commissarissen van de Surinaamse Luchtvaart Maatschappij (SLM).